# استویکو دراگوف
استویکو دراگوف (انگلیسی: Stoycho Dragov؛ زادهٔ ۳۰ اوت ۱۹۶۸) بازیکن فوتبال است.
وی همچنین در تیم ملی فوتبال زیر ۱۹ سال مردان بلغارستان بازی کرده است.